# Ronay
Ronay est une île du Royaume-Uni située en Écosse.